# لويس أرتورو غونزاليس لوبيز
لويس أرتورو غونزاليس لوبيز (بالإسبانية: Luis Arturo González López)‏ (21 ديسمبر 1900 - 11 نوفمبر 1965) كان سياسي في غواتيمالا والرئيس بالوكالة غواتيمالا على أساس مؤقت، من 27 يوليو 1957 إلى 24 أكتوبر 1957. غونزاليس حل محل كارلوس كاستيو أرماس اغتيل. وقد تركز عمل حكومته على محاولة الدعوة إلى انتخابات جديدة. قبل توليه رئاسة درس القانون وكان عضوا في المحكمة العليا من عام 1945 إلى عام 1951. وتوفي 11 نوفمبر 1965 في مدينة غواتيمالا.